# Ткаченко Олександр Сергійович
Олекса́ндр Сергі́йович Ткаче́нко (* 1979) — солдат Збройних сил України, учасник російсько-української війни.

## Життєпис
Народився 1979 року у місті Вишневе Києво-Святошинського району. 1996-го закінчив Софіївсько-Борщагівський НВК, 1998 року розпочав трудову діяльність — столяром (ПП «Алькор» та ТОВ «ВКФ „Еско“»). Протягом 2002—2004 років працював монтажником — ПП «ВФ „Альтор“», ТОВ «Добробуд-1» та ТОВ «УкрДах». До 2007-го працював покрівельником та майстром покрівельної бригади в ТОВ «УкрДах». Від 2010 по 2012 рік — директор ТОВ «Укргазенергобуд», по тому працював майстром дільниці в ТОВ «УкрДахБуд».
Протягом 2014—2015 років — учасник бойових дій на сході України.
Станом на 2018 рік — пенсіонер (як інвалід війни II групи), займається волонтерською діяльністю; від 2015 року — голова правління Союзу ветеранів АТО Києво-Святошинського району.

## Вшанування
- Присвоєно звання «Герой-захисник Вітчизни» Києво-Святошинського району (згідно з рішенням Києво-Святошинської районної ради, 19.12.2017).